# 阿拉加
阿拉加（西班牙語：Árraga），是阿根廷的縣份，位於該國北部聖地亞哥-德爾埃斯特羅省，是錫利皮卡縣的首府，海拔高度170米，該地區的地震活動頻繁和低強度，2010年人口1,136。